# Unterseeboot 828
L'Unterseeboot 828 ou U-828 est un sous-marin allemand (U-Boot) de type VIIC/41 utilisé par la Kriegsmarine pendant la Seconde Guerre mondiale.
Le sous-marin fut commandé le 8 juin 1942 à Dantzig (Schichau-Werke), sa quille fut posée le 16 août 1943, il fut lancé le 16 mars 1944 et mis en service le 17 juin 1944, sous le commandement de l'Oberleutnant zur See Alfred John.
L'U-828 n'effectua aucune patrouille, par conséquent il n'endommagea ou ne coula aucun navire.
Il est sabordé à Wesermünde en mai 1945.

## Conception
Unterseeboot type VII, l'U-828 avait un déplacement de 769 tonnes en surface et 871 tonnes en plongée. Il avait une longueur hors-tout de 67,10 m, un maître-bau de 6,20 m, une hauteur de 9,60 m et un tirant d'eau de 4,74 m. Le sous-marin était propulsé par deux hélices de 1,23 m, deux moteurs diesel Germaniawerft M6V 40/46 de 6 cylindres en ligne de 1 400 cv à 470 tr/min, produisant un total de 2 060 à 2 350 kW en surface et de deux moteurs électriques Brown, Boveri & Cie GG UB 720/8 de 375 cv à 295 tr/min, produisant un total 550 kW, en plongée. Le sous-marin avait une vitesse en surface de 17,7 nœuds (32,8 km/h) et une vitesse de 7,6 nœuds (14,1 km/h) en plongée. Immergé, il avait un rayon d'action de 80 milles marins (150 km) à 4 nœuds (7,4 km/h; 4,6 milles par heure) et pouvait atteindre une profondeur de 230 m. En surface son rayon d'action était de 8 500 milles nautiques (soit 15 700 km) à 10 nœuds (19 km/h).
 L'U-828 était équipé de cinq tubes lance-torpilles de 53,3 cm (quatre montés à l'avant et un à l'arrière) qui contenait quatorze torpilles. Il était équipé d'un canon de 8,8 cm SK C/35 (220 coups) et d'un canon antiaérien de 20 mm Flak. Il pouvait transporter 26 mines TMA ou 39 mines TMB. Son équipage comprenait 4 officiers et 40 à 56 sous-mariniers.

## Historique
Il reçut sa formation de base au sein de la 8. Unterseebootsflottille et de la 5. Unterseebootsflottille jusqu'au 5 mai 1945.
Étant toujours en formation à la fin de la guerre, il n’a jamais pris part à une patrouille ou à un combat.
L'U-828 est sabordé à Wesermünde à la position géographique 53° 32′ N, 8° 35′ E, par son équipage le 5 mai 1945 obéissant à l’ordre donné par l’Amiral Dönitz (Opération Regenbogen).
Il est renfloué en 1948, puis démoli.

## Affectations
- 8. Unterseebootsflottille du 17 juin 1944 au 7 février 1945 (Période de formation).
- 5. Unterseebootsflottille du 8 février 1945 au 5 mai 1945 (Période de formation).

## Commandement
- Oberleutnant zur See Alfred John du 17 juin 1944 au 5 mai 1945.